# جو وانغ ميلر
جو وانغ ميلر (بالإنجليزية: Joe Wang Miller)‏ (3 فبراير 1989 بجزر ماريانا الشمالية في الولايات المتحدة - ) هو لاعب كرة قدم أمريكي في مركز الهجوم. شارك مع منتخب جزر ماريانا الشمالية لكرة القدم. أما مع النوادي، فقد لعب مع Guam Shipyard ‏ وIFC Wild Bills ‏ وLatte FC ‏.

## وصلات خارجية
- جو وانغ ميلر على موقع قاعدة بيانات كرة القدم.إي يو (الإنجليزية)
- جو وانغ ميلر على موقع ناشيونال فوتبول تيمز (الإنجليزية)
- جو وانغ ميلر على موقع Soccerway.com (الإنجليزية)
- جو وانغ ميلر على موقع عالم كرة القدم.نت (الإنجليزية)